# Réminiscence (Buffy)
Pour les articles homonymes, voir Réminiscence.
Réminiscence est le 18e épisode de la saison 2 de la série télévisée Buffy contre les vampires.

## Résumé
Terrassée par une forte fièvre, Buffy doit être hospitalisée malgré sa phobie des hôpitaux depuis que sa cousine y est morte alors qu'elle était enfant. Le Scooby-gang monte la garde pour la protéger d'Angel, qui tente d'entrer dans l'hôpital mais est retenu par Alex. Pendant la nuit, Buffy a des visions d'un monstre poursuivant des enfants dans l'hôpital et surprend une conversation entre deux docteurs parlant d'un traitement expérimental. Alex et Cordelia volent les dossiers concernant une enfant décédée à l'hôpital durant la nuit mais il s'agit d'une fausse piste car le docteur responsable de ce traitement est lui-même tué la nuit suivante.
Buffy voit à nouveau des enfants qui lui parlent du monstre, lui en donnant un dessin grâce auquel le Scooby-gang l'identifie : il s'agit d'une espèce d'ogre tuant les enfants. Buffy comprend alors que c'est ce monstre qui a tué sa cousine et que seules les personnes malades peuvent le voir. Elle s'injecte alors, avec l'aide scientifique de Willow, le traitement expérimental, à base du virus, pour avoir à nouveau la fièvre. Les enfants malades du service se sont réfugiés au sous-sol où l'ogre les poursuit mais Buffy arrive à temps pour les sauver et tuer le monstre.

## Production
Joss Whedon a conçu lui-même le design du monstre de l'épisode, Der Kindestod, et s'est inspiré pour cela à la fois de Freddy Krueger, Nosferatu le vampire et du croque-mitaine. Il a voulu jouer sur les peurs enfantines, et notamment la peur de tout ce qui représente la vieillesse, donnant à son monstre un aspect de vieillard, et a également cherché l'inspiration dans les Contes de Grimm.

## Statut particulier
Noel Murray, du site A.V. Club, estime que l'intrigue principale est « raisonnablement efficace » mais sans surprise et rappelle « trop souvent Billy », le niveau général de l'épisode étant rehaussé par les apparitions d'Angelus. La BBC évoque un épisode qui « s'inspire de façon flagrante » des Griffes de la nuit dans ses idées et son imagerie et regrette que le combat final soit si « mal mis en scène », soulignant par ailleurs que les rares temps forts de l'épisode sont l'association entre Giles et Cordelia et la confrontation entre Alex et Angelus. Pour Mikelangelo Marinaro, du site Critically Touched, qui lui donne la note de C, c'est un « intéressant petit épisode » qui bénéficie d'une photographie et d'une atmosphère « très effrayantes » mais souffre d'un « rythme un peu trop lent » et de flashbacks de l'enfance de Buffy inutiles et qui font trop « dispositifs scénaristiques » pour être crédibles. Daniel Erenberg, de Slayage, affirme que c'est l'un des moins bons épisodes de la série pour trois raisons principales : le combat entre Buffy et Angelus au début ne répond à aucune logique ; l'intrigue autour de la cousine de Buffy morte quand elle était enfant est « purement et simplement stupide » ; et Der Kindestod « n'est rien de plus qu'un Freddy Krueger sans ses griffes ». Il trouve par contre que la scène de la « confrontation entre Alex et Angelus à l'hôpital est excellente ».

## Distribution

### Acteurs et actrices crédités au générique
- Sarah Michelle Gellar : Buffy Summers
- Nicholas Brendon : Alexander Harris
- Alyson Hannigan : Willow Rosenberg
- Charisma Carpenter : Cordelia Chase
- David Boreanaz : Angel
- Anthony Stewart Head : Rupert Giles

### Acteurs et actrices crédités en début d'épisode
- Kristine Sutherland : Joyce Summers
- Richard Herd : Dr Stanley Backer
- Willie Garson : l'agent de sécurité
- Andrew Ducote : Ryan
- Juanita Jennings : Dr Wilkinson

### Acteurs et actrices crédités en fin d'épisode
- Mimi Paley : Buffy enfant
- Denise Johnson : Celia
- James Jude Courtney : Der Kindestod